# 呼都而尸道皋若鞮単于
呼都而尸道皋若鞮単于（呉音：こつにしどうこうにゃくたいぜんう、漢音：ことじしとうこうじゃくていせんう、ピンイン：Hūdōuérshīdàogāoruòdīchányú、？ - 46年）は、中国新時代から後漢時代にかけての匈奴の単于。呼韓邪単于と第5閼氏との子で、烏累若鞮単于の異母弟。呼都而尸道皋若鞮単于というのは単于号で、姓は攣鞮氏、名は輿（よ）という。

## 生涯
呼韓邪単于と第5閼氏との間に生まれる。
綏和元年（前8年）、兄の烏珠留若鞮単于が即位すると、輿は右賢王に任ぜられた。
始建国元年（9年）、中国で王莽が帝位を簒奪し、漢を滅ぼして新を建てた。王莽は五威将の王駿らを匈奴へ派遣し、烏珠留若鞮単于に新たな単于印を与えた。しかし、その印綬が匈奴を辱める物になっていたので、烏珠留若鞮単于は右賢王の輿を新まで遣わし、馬牛を奉じて上書させ、王莽に古い印綬を求めた。
始建国5年（13年）、烏珠留若鞮単于が死去すると、伊墨居次によって兄の烏累若鞮単于が立てられた。それに伴い、輿は左谷蠡王に任ぜられる。
烏珠留若鞮単于の子で左賢王の蘇屠胡本が死去したため、輿は繰り上がって左賢王となる。
天鳳5年（18年）、烏累若鞮単于が死去すると、左賢王の輿は呼都而尸道皋若鞮単于として即位した。呼都而尸道皋若鞮単于は即位するなり異母弟である右谷蠡王の伊屠知牙師を殺し、子の烏達鞮侯を左賢王に任命した。また、大且渠・後安公の須卜奢と醯櫝王を長安に派遣して奉献させた。その帰りに王莽は和親侯の王歙をつけてやり、塞下に至った所で、須卜奢の両親である須卜当と伊墨居次を脅迫して長安まで連れて来させようとした。そのとき須卜奢は匈奴に逃げ帰ることができたが、父の須卜当が長安まで連れて行かれ、王莽によって須卜単于にされてしまう。これを聞いた呼都而尸道皋若鞮単于は激怒して新の北辺に侵入し、略奪を行った。
須卜単于が病死すると、王莽は自分の娘である陸逯任を須卜奢に娶らせた。
地皇4年（23年）9月、更始軍が長安を攻め、王莽を殺害、新朝が滅亡した。更始将軍の劉玄は皇帝に即位し（更始帝）、漢を復興する（更始朝）。
更始2年（24年）冬、漢は中郎将・帰徳侯の王颯・大司馬護軍の陳遵を匈奴に派遣し、呼都而尸道皋若鞮単于に以前と同じ璽綬を授け、王侯以下にも印綬を授けた。ところが呼都而尸道皋若鞮単于は驕り高ぶって、漢が復興したのは自分のおかげだと言い始めた。
更始3年（25年）9月、赤眉軍が長安を攻撃し、10月に劉玄が赤眉軍に降り、更始朝は終了した。
建武6年（30年）、後漢の光武帝は帰徳侯の劉颯を匈奴に派遣し、匈奴も後漢へ遣使を送って朝貢した。光武帝はまた中郎将の韓統に黄金・財物を持たせて単于に贈るとともに、旧和親関係を復活させた。しかし呼都而尸道皋若鞮単于は傲慢になっており、自らを冒頓単于になぞらえ、漢の使者に対して無礼な態度をとった。
建武9年（33年）、匈奴がしばしば後漢の北辺を侵すので、光武帝は大司馬の呉漢らを派遣してこれを撃った。しかし、年を重ねても成功せず、匈奴は次第に強盛となり、侵入・略奪は日に日に激しくなっていった。
建武13年（37年）、匈奴が河東に侵入し、後漢の州郡はこれを食い止めることができなかった。
建武20年（44年）、匈奴は上党・扶風・天水に侵入し、翌年（45年）には上谷・中山に侵入し、殺略をおこなった。
建武22年（46年）、呼都而尸道皋若鞮単于が死去し、子の左賢王の烏達鞮侯が立ったが、まもなく死去したので、その弟の左賢王の蒲奴が単于となった。

## 子
- 烏達鞮侯
- 蒲奴
- 薁鞬左賢王単于

## 参考資料
- 『漢書』（匈奴伝下）
- 『後漢書』（南匈奴列伝）